# Romeinse kindertijd

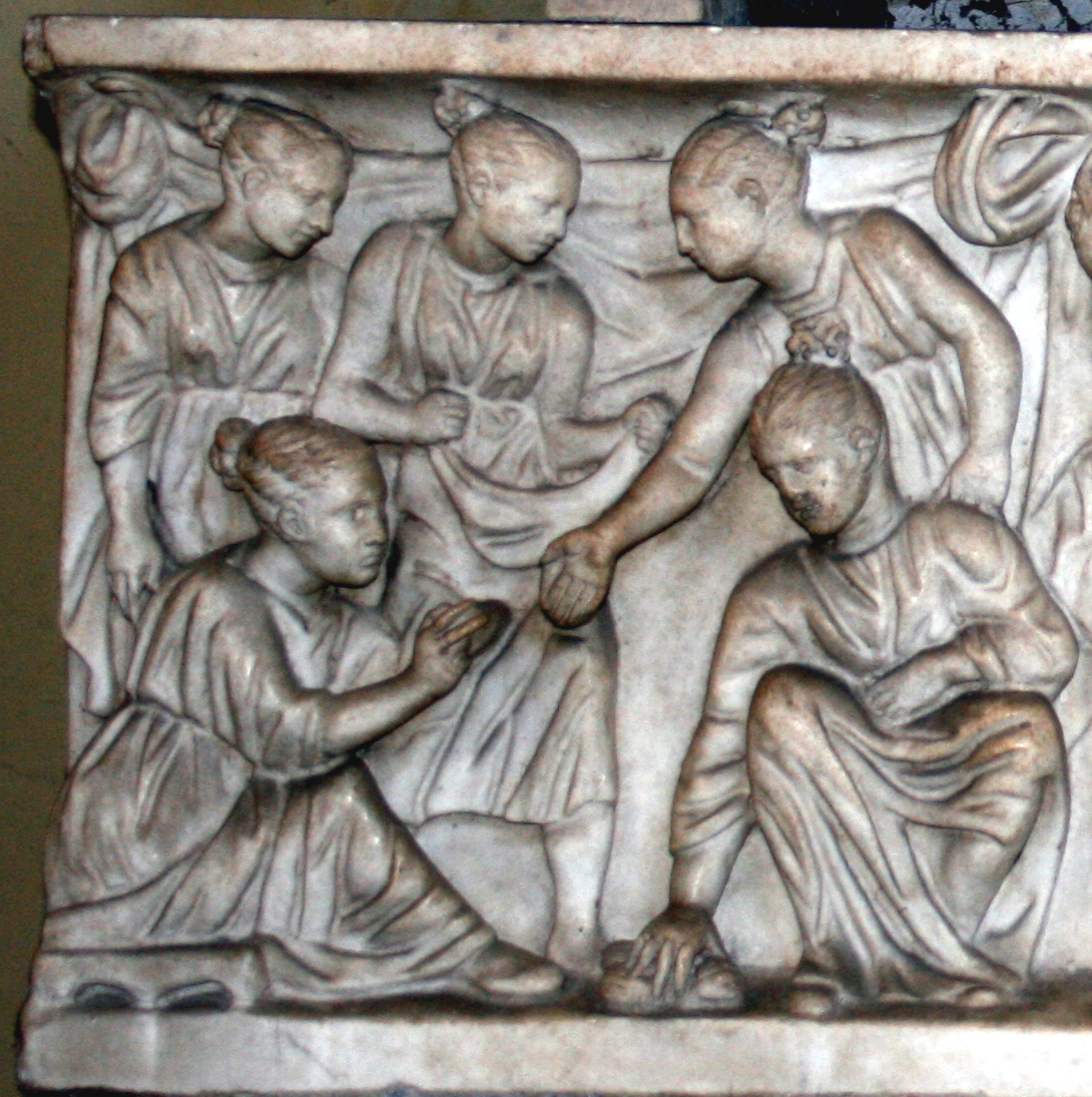
Spelende meisjes, reliëf op een sarcofaag van een kind. Vaticaanse Musea

In het Romeinse Rijk waren er grote verschillen tussen de kindertijd van kinderen in arme families en die in rijke families. Ook tussen jongens en meisjes waren grote verschillen in hoe ze de kindertijd beleefden. 

## Arme en rijke kinderen
Verreweg de meeste ouders waren te arm om hun kinderen naar school te laten gaan. Deze moesten hun ouders helpen geld te verdienen, wat tegenwoordig als kinderarbeid wordt beschouwd. Ze werkten mee in de landbouw of in de stad hielpen ze te verkopen. Kinderen werkten zeven dagen in de week, er was geen pauze voor het weekend.
Als een kind een wees was, werd het niet opgevangen, maar leefde het verder op straat. Soms, als het gezin heel arm was, verkochten de ouders de kinderen als slaven, om zelf wat geld te krijgen om te overleven. Dan leefde het kind verder als slaaf tot zijn dood of tot het vrij werd verklaard. 
In rijkere families gingen jongens van 7 tot 12 jaar naar school om te leren lezen, schrijven en rekenen. Zonen van de nog rijkere families kregen tot hun 15e voortgezet onderwijs. Hierna gingen de zonen van heel belangrijke families naar de retorenschool.

## Jongens en meisjes
Alleen jongens kregen schoolonderwijs, indien hun familie dat kon betalen. Meisjes gingen niet naar school maar kregen thuis les. Dit was vanwege de rol die zij later zouden spelen als huisvrouw. Het ging er met name om hoe ze goede vrouwen moesten zijn voor hun mannen en hoe ze het huishouden moesten doen. Ze leerden bijvoorbeeld veel over muziek, koken en naaien.
Meisjes konden al trouwen op 12-jarige leeftijd, terwijl jongens op 14-jarige leeftijd konden trouwen. Als een kind in een arme familie volwassen werd (rond de 15 jaar), kon het trouwen. Meestal koos het zelf zijn partner. Kinderen van rijke families mochten meestal niet zelf bepalen met wie ze trouwden. Het echtpaar werd dan door de ouders gekozen. Als de vader vond dat zijn zoon of dochter klaar was om te trouwen, onderhandelde hij met de vader van de partner die hij in gedachten had. Het huwelijk werd toentertijd door de rijkere families beschouwd als een manier om de status van de familie te verbeteren. Enkel met veel geluk en overtuigingskracht kon een kind de liefde van zijn/haar leven trouwen. Het feit dat men niet zelf zijn partner kon kiezen is een veel voorkomend onderwerp geweest voor dichters.